# Musca convolo
Musca convolo là một loài ruồi trong họ Tachinidae.